# Авор'я
Авор'я (фр. Avoriaz) — один з 12 гірськолижних курортів у Франції, знаменитого французько-швейцарського гірськолижного району «Двері Сонця» (Portes du Soleil). Розміщений у гірському масиві Шабле (massif du Chablais), між Монбланом та Женевським озером. Курорт складається з 5-ти сіл: Де ля Фалез, Де Крозат, Де Руш, Де Дромон, Де От Форт, Дю Фестиваль. 
З 1973 по 1993 рік тут проводився кінофестиваль. 

## Історія
На відміну від інших гірськолижних курортів Франції, має багату «негірськолижну» історію {Яку?}. Авор'я будувався одразу як курорт, прямо на пустельному плато, яке колись було місцем для випасу худоби. Перші гірськолижники приїхали до щойно збудованого курорту Авор'я у 1966 році.

## Характеристики
- 150 км схилів з перепадом висот 1100 — 2277 м.
- Висота курорту — 1800 м.
- 42 схили: 3 зелених, 21 синій, 14 червоних, 4 чорних.
- 38 підйомників: 16 бугельних, 19 крісельних (включаючи 5 високошвидкісних), 3 кабінних (2 гондоли і 1 фунікулер).
- Траси для бігових лиж: 45 км (1 зелена, 2 сині, 2 червоні, 2 чорні)
- 2 сноупарки: «Голубінь озера» (Bleu du Lac) — для досвідчених сноубордистів, «Каплиця» (La Chapelle) — для початківців.
- суперпайп для фрістайлу.

## Транспорт
З самого початку свого існування Авор'я розвивався як екологічний чистий курорт. Тому там заборонений рух автомобільного транспорту. По вулицях, які є одночасно і лижними трасами, їздить лише гужовий транспорт.

## Як дістатися
Найближчий аеропорт — Женева (80 км). Далі — 2 години на машині або автобусі. Найближча залізнична станція — Тонон-ле-Бен. 

## Спорт та розваги
Ковзанка, боулінг, більярд, спортивний центр з тренажерним залом, сауною, джакузі, турецькою лазнею та залом для гри в сквош, прогулянки на снігоступах, собачих упряжках, мотосанях, сноумобілях, скі-турінг, сноупарк. 
Ресторани, бари, магазини, дискотека, нічні клуби, відео-бар, караоке, кінотеатр. 